# 小行星4314
小行星4314（4314 Dervan）是一颗绕太阳运转的小行星，为主小行星带小行星。该小行星于1979年6月发现。

## 轨道参数
小行星4314的轨道半长轴为388 028 201 km，2.5937714 UA，离心率为0.096。